# Uniwersytet w Ulm
Uniwersytet w Ulm, Uniwersytet Ulmski  (niem. Universität Ulm) – niemiecki uniwersytet publiczny w mieście Ulm, w kraju związkowym Badenia-Wirtembergia.
Uczelnia powstała w lutym 1967, jako szkoła wyższa o profilu medyczno-przyrodniczym. Po czterech miesiącach uzyskała status uniwersytetu. Pierwszym rektorem został prof. Ludwig Heilmeyer.
W ramach uniwersytetu istnieją cztery wydziały:
- Fakultät für Ingenieurwissenschaften, Informatik und Psychologie (nauk technicznych, informatyki i psychologii)
- Fakultät für Mathematik und Wirtschaftswissenschaften (matematyki i nauk ekonomicznych)
- Fakultät für Naturwissenschaften (nauk przyrodniczych)
- Medizinische Fakultät (medycyny)

W semestrze jesienno-zimowym 2014/2015 na uniwersytecie studiowało 10 130 studentów. W światowym rankingu uczelni młodszych niż 50 lat czasopisma „Times Higher Education” w 2014 został sklasyfikowany na 16. miejscu – najwyżej wśród niemieckich uczelni, przed Uniwersytetem w Konstancji.
Kampus uniwersytecki leży na wysokości bezwzględnej 640 metrów, co daje uczelni miano najwyżej położonego uniwersytetu w Niemczech.

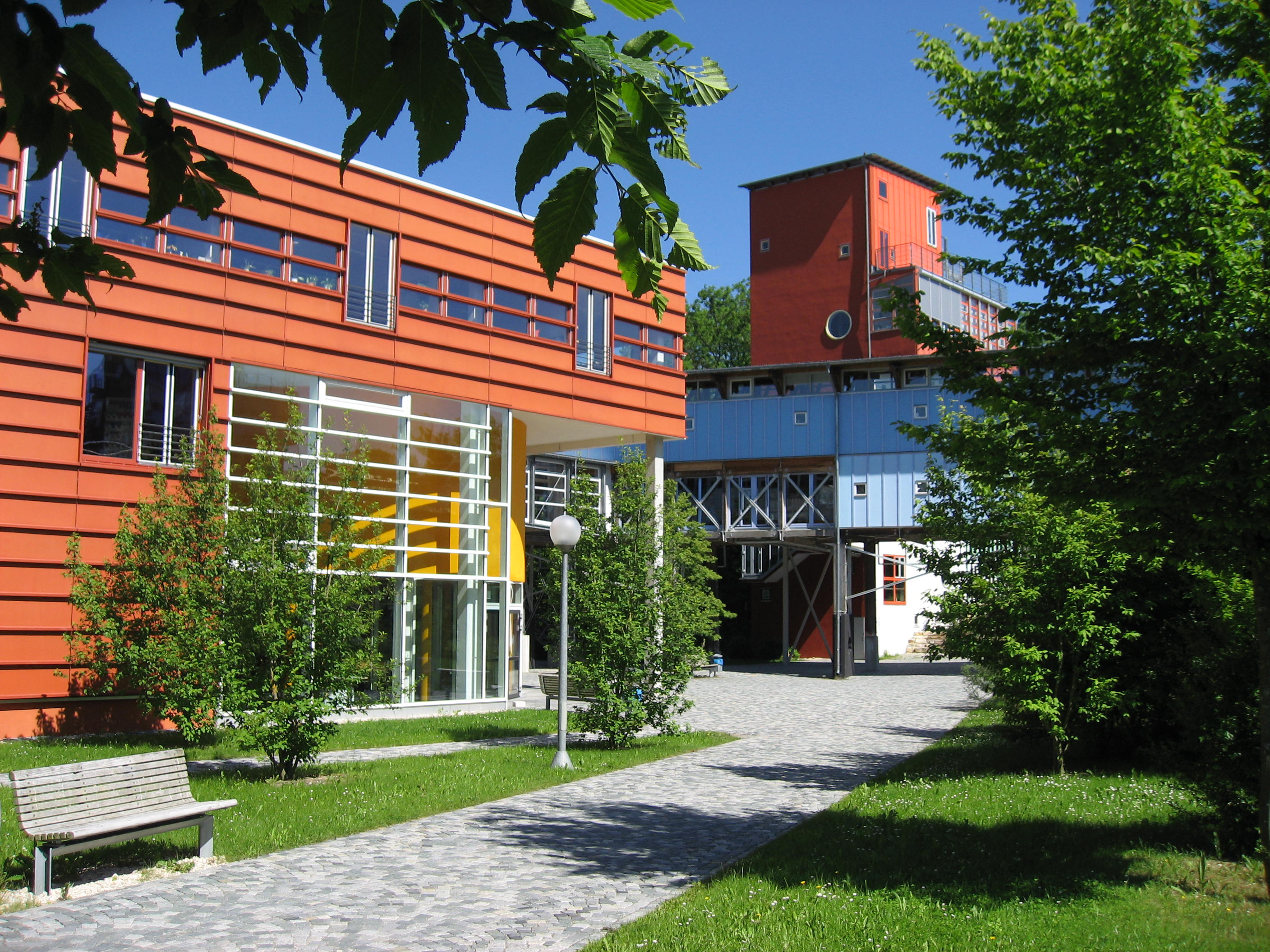
Biblioteka w zachodniej części kampusu